# Konstantin Päts

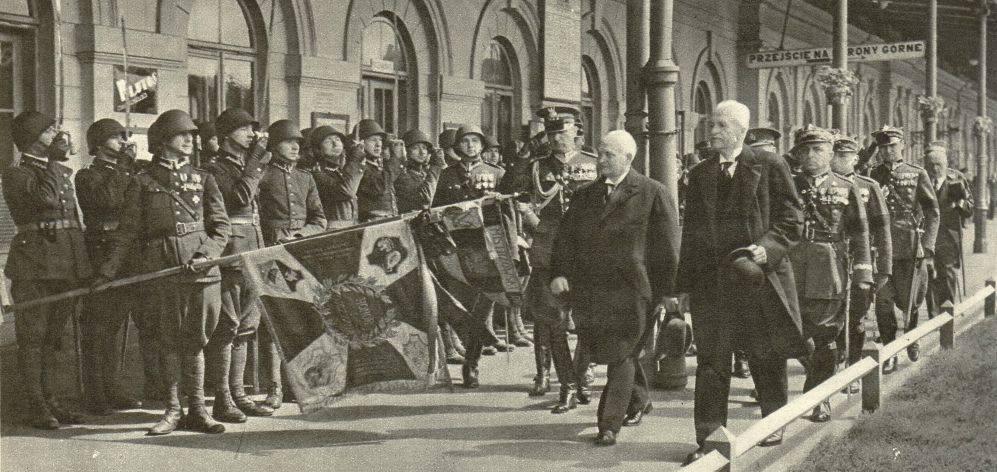
Päts wraz z prezydentem Polski Ignacym Mościckim na warszawskim dworcu głównym, 1935 r.

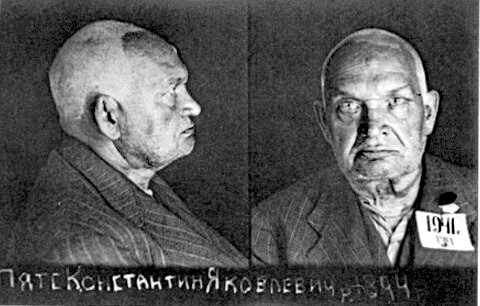
Konstantin Päts po aresztowaniu przez NKWD 1941

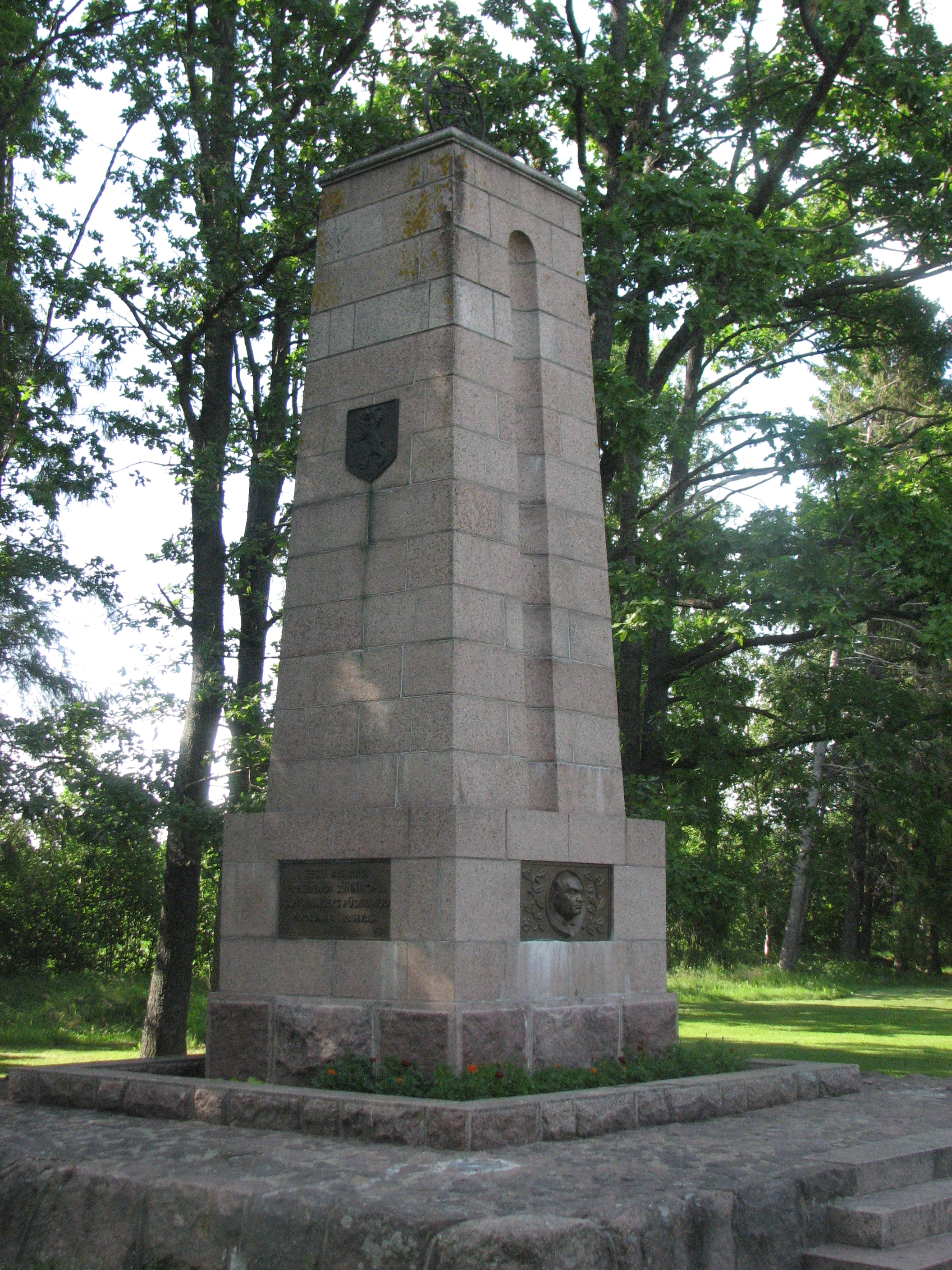
Pomnik prezydenta Pätsa w jego wsi rodzinnej Tahkuranna

Konstantin Päts (ur. 23 lutego 1874 w Tahkurannie, zm. 18 stycznia 1956 w Buraszewie k. Kalinina) – estoński polityk okresu międzywojennego, współtwórca państwowości estońskiej, wielokrotny premier, a od 1938 prezydent Estonii.

## Życiorys
Konstantin Päts pochodził z prawosławnej rodziny. Od trzynastego do osiemnastego roku życia uczył się w prawosławnym seminarium duchownym w Rydze, nie kończąc jednak pełnego kursu. Następnie wstąpił na Uniwersytet w Parnawie, ponadto kształcił się na Wydziale Prawa Uniwersytetu w Dorpacie (1894–1898). Po ukończeniu szkół służył w armii rosyjskiej w Pskowie, po czym pracował jako adwokat w Tallinnie. Pełnił funkcję redaktora gazety „Teataja”. W latach 1904–1905 Päts był członkiem Rady Miejskiej w Rewlu (Tallinnie) oraz zastępcą rosyjskiego burmistrza w 1905. Opowiadał się wówczas za współpracą estońsko–rosyjską w celu osłabienia niemieckiego żywiołu w mieście.
Konstantin Päts uczestniczył w rewolucji rosyjskiej 1905, skazany na śmierć przez rosyjski sąd, uciekł za granicę. W okresie od 1905 do 1906 Päts przebywał w Szwajcarii, później w Finlandii. W roku 1909 dobrowolnie poddał się karze i spędził 9 miesięcy w carskim więzieniu. Po odbyciu kary został redaktorem „Gazety Petersburskiej” wydawanej dla mniejszości estońskiej („Peterburi Teataja”), 1911–1916 Päts kierował „Tallinna Teataja” („Gazeta Tallińska”), 1916–1917 powołany do wojska w czasie I wojny światowej służył w armii w Tallinnie.
W roku 1918 Konstantina Pätsa uwięziły niemieckie władze okupacyjne Ober-Ostu (przebywał m.in. w obozie w Grodnie). Po uwolnieniu został pierwszym premierem prowizorycznego rządu Estonii. Jednocześnie pełnił funkcję ministra spraw zagranicznych i obrony. 1922–1923 marszałek Riigikogu I kadencji. W latach 1919–1920 jako członek Konstytuanty Päts tworzył estońską konstytucję.
Przez cały okres międzywojenny Konstantin Päts był posłem Riigikogu. W okresie 1932–1934 ponownie został premierem. Päts miał ogromny wpływ na opracowanie nowej konstytucji z 1938. W 1934 rozwiązał wszystkie partie i stowarzyszenia polityczne (m.in. EVL), wprowadzając rządy autorytarne. W 1937 wybrano go na prezydenta kraju (oficjalnie „protektora”), parlament zdominowany był przez zwolenników Pätsa z dawnego „Związku Ludowego”.
W 1939 Konstantin Päts zgodził się na przyjęcie warunków sowieckich (bazy Armii Czerwonej o liczebności przewyższającej liczebność armii estońskiej na terytorium kraju), podobnie jak rok później na żądanie Andrieja Żdanowa mianował premierem Johannesa Vares-Barbarusa. W przeciwieństwie do litewskiego prezydenta Antanasa Smetony, Päts nie zdecydował się na wyjazd z kraju. W lipcu 1940 został aresztowany przez NKWD i deportowany w głąb ZSRR, gdzie żył jako zesłaniec, później ponownie więziony. W 1954 roku padł ofiarą psychiatrii represyjnej w ZSRR – jako niebędącego w stanie przystosować się do rzeczywistości radzieckiej osadzono w szpitalu psychiatrycznym opodal Kalinina, gdzie też zmarł.
Władze ZSRR nie pozwoliły Konstantinowi Pätsowi spocząć w ziemi ojczystej. Dopiero upadek imperium pozwolił na powrót ciała do kraju. W październiku 1990 demokratyczne władze Estonii pochowały go uroczyście na cmentarzu Metsakalmistu w Tallinnie.
Poza działalnością polityczną Päts pełnił też szereg innych funkcji. W latach 1919–1933 był prezesem zarządu przedsiębiorstwa ubezpieczeniowego Lloyd, później szefował Izbie Handlowo-Przemysłowej, ponadto przewodniczył Towarzystwu Estońsko-Fińsko-Węgierskiemu.
W 1928 otrzymał doktorat honoris causa uniwersytetu w Tartu, dziesięć lat później podobny na Politechnice Tallińskiej. Od 1938 honorowy członek Towarzystwa Naturalistów, jak również korporacji akademickiej „Fraternitas Estica”. Honorowy obywatel Tallinna, Narwy, Parnawy i Tartu.
Ponadto publikował liczne rozprawy na tematy polityczne i prawne.

## Związki z Polską
Od lipca do listopada 1918 uwięziony przez niemieckie władze Ober-Ostu przebywał w obozie w Grodnie.
Jako silna osobowość w estońskiej polityce, a od lat dwudziestych de facto dyktator był nazywany „estońskim Piłsudskim”.
Od maja do czerwca 1935 przebywał na kuracji w Truskawcu, po której spotkał się w Warszawie z prezydentem Ignacym Mościckim, ministrem Józefem Beckiem i marszałkiem Edwardem Śmigłym-Rydzem i złożył wieniec pod Grobem Nieznanego Żołnierza.

## Odznaczenia

### Estońskie
- Order Krzyża Wolności I kategorii I klasy (1920)[3]
- Order Krzyża Wolności III kategorii I klasy (1920)[4]
- Łańcuch Orderu Herbu Państwowego (1938)[5]
- Wielka Wstęga Specjalna Orderu Herbu Państwowego (1938)[6]
- Łańcuch Order Gwiazdy Białej (1938)[7]
- Order Krzyża Orła I klasy (1929)[8]
- Order Estońskiego Czerwonego Krzyża III (1921) i I (1926) klasy[9][10]

### Zagraniczne
- Wielka Wstęga Orderu Odrodzenia Polski (Polska, 1924)[11]
- Order Lwa Białego I klasy (Czechosłowacja, 1932)[12]
- Order Orła Białego (Polska, 1934)[13]
- Order Trzech Gwiazd (Łotwa)